# Igreja de Nossa Senhora de Fátima e Santa Filomena
A Igreja de Nossa Senhora de Fátima e Santa Filomena foi construída em 1879 e próxima a estrada geral da Praia Comprida, na entrada da antiga estrada que levava a Colônia Santana e São Pedro de Alcântara. A Igreja (ou Capela) de Nossa Senhora de Fátima e Santa Filomena é o quarto templo religioso mais antigo da cidade de São José, em Santa Catarina.
Construída de tijolos, pedra e cal, tem dimensões pequenas e planta de nave única. Abriga belíssima imagem esculpida em madeira de Santa Filomena trazida da Itália. A devoção a Santa Filomena é muito comum em comunidades de origem germânica, como é o caso da comunidade de Santa Filomena em São Pedro de Alcântara. Por isso podemos dizer que provavelmente a construção desta capela deve ter-se dado pelos imigrantes alemães que durante o século XIX se estabeleceram com casas de comércio na região da Praia Comprida.
Atualmente poucos são os cultos realizados no templo. No seu lado direito foi construído um anexo que serve de salão de festas. Anualmente realizava-se nos arredores dessa Igreja a Festa de Santa Filomena.